# タラブコ
タラブコ (Tarabuco) とは、ボリビアのチュキサカ県にある小さな町。
スクレからバスで約2時間のところにある、山間の町である。
伝統的な衣装を身につけた人々と、特徴的な祭りで有名。
ケチュア語が多く話されているが、スペイン語もほぼ通じる。
以前はチチカカ湖周辺に住んでいた人たちがインカ帝国に追われてこの地にやってきたと言われている。

## タラブコの祭り (プフリャイ)
毎年3月に、タラブコではプフリャイ (pujllay) と呼ばれる祭りが開かれる。
男性は牛の皮で作った堅く黒いヘルメットをかぶり、大きな1枚布の真ん中に頭を通す穴をあけたポンチョを着て踊る。スペインからの侵略者を撃退したことが祭りの起源とされ、踊りは足を強く踏みならす勇壮なものである。
スペイン侵略以前から信仰されている大地の神パチャママに捧げるために、チチャと呼ばれる酒を飲み、地面に撒く。
以前は開催期日は不定であったが、観光誘致のため、近年3月の第3日曜に固定された。

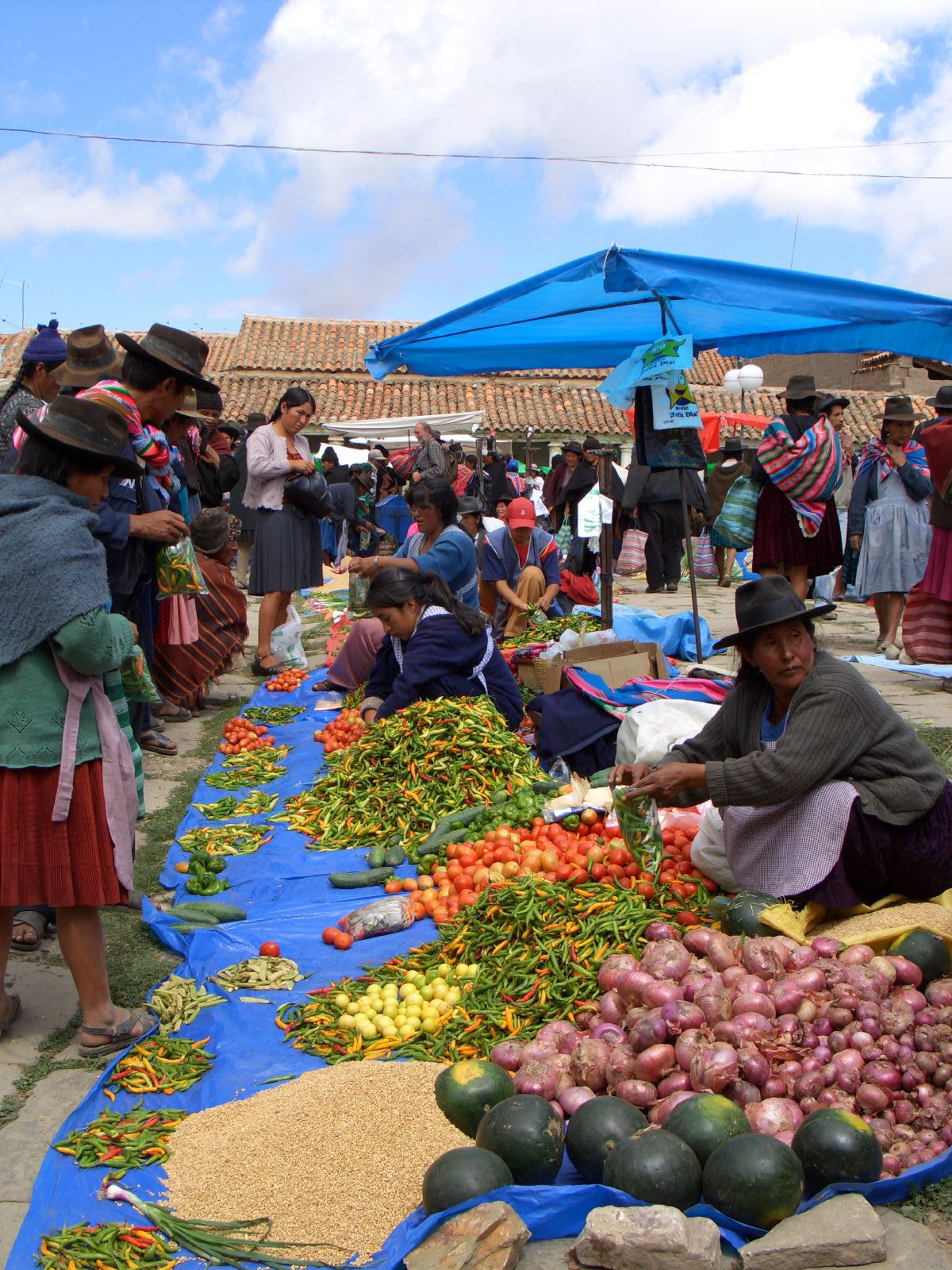
生鮮食品が並ぶタラブコの市場